# Jaera praehirsuta
Jaera praehirsuta is een pissebed uit de familie Janiridae. De wetenschappelijke naam van de soort is voor het eerst geldig gepubliceerd in 1949 door Forsman.